# Кызылагаш (Зерендинский район)
Кызылагаш (каз. Қызылағаш) — село в Зерендинском районе Акмолинской области Казахстана. Входит в состав Кызылсаянского сельского округа. Код КАТО — 115651500.

## География
Село расположено на северо-западе района в 78 км на северо-запад от центра района села Зеренда, в 6 км на северо-восток от центра сельского округа села Кызылсая.

### Улицы[2]
- ул. Жастар,
- ул. Кызылагаш,
- ул. Орталык.

### Ближайшие населённые пункты
- село Кызылсая в 6 км на юго-западе,
- село Сейфуллино в 10 км на юго-востоке,
- село Караозек в 12 км на северо-востоке,
- село Мадениет в 12 км на западе.

## Население
В 1989 году население села составляло 184 человек (из них казахов 100%).
В 1999 году население села составляло 167 человек (92 мужчины и 75 женщин). По данным переписи 2009 года, в селе проживал 101 человек (54 мужчины и 47 женщин).
| Численность населения | Численность населения | Численность населения |
| 1989                  | 1999                  | 2009                  |
| --------------------- | --------------------- | --------------------- |
| 184                   | ↘167                  | ↘101                  |